# José Moratón
José Moratón Taeño (* 14. Juli 1979 in Santander, Kantabrien) ist ein spanischer Fußballspieler, der bei UD Salamanca in der spanischen Segunda División spielt. 

## Spielerkarriere
Der gebürtige Kantabrier José Moratón spielte seit dem Beginn seiner Karriere als Profifußballer im Jahr 2000 für den Club seiner Heimatstadt Racing Santander. Zuvor spielte er bereits im B-Team der Nordspanier. 
Er kam in fast 200 Ligaspielen für Racing zum Einsatz. In den letzten Jahren hat er aber aufgrund der starken Konkurrenz in der Abwehr seinen Stammplatz verloren. So kam es, dass José Moratón in der Saison 2006/2007 nur in einem einzigen Ligaspiel überhaupt zum Einsatz kam. 
| Personendaten    | Personendaten                            |
| ---------------- | ---------------------------------------- |
| NAME             | Moratón, José                            |
| ALTERNATIVNAMEN  | Moratón Taeño, José (vollständiger Name) |
| KURZBESCHREIBUNG | spanischer Fußballspieler                |
| GEBURTSDATUM     | 14. Juli 1979                            |
| GEBURTSORT       | Santander                                |